# Хинорани
Хинорани (слч. Chynorany) насељено је мјесто са административним статусом сеоске општине (слч. obec) у округу Партизанске, у Тренчинском крају, Словачка Република.

## Становништво
| Година:    | 1994. | 2004.   | 2014.   | 2024.   |
| ---------- | ----- | ------- | ------- | ------- |
| Број људи: | 2782  | 2723    | 2718    | 2661    |
| Разлика:   |       | -2,12 % | -0,18 % | -2,09 % |

| Година:    | 2023. | 2024.   |
| ---------- | ----- | ------- |
| Број људи: | 2671  | 2661    |
| Разлика:   |       | -0,37 % |

Према подацима о броју становника из 2011. године насеље је имало 2.743 становника.